# Synaptura lusitanica
A Synaptura lusitanica a csontos halak (Osteichthyes) főosztályának a sugarasúszójú halak (Actinopterygii) osztályába, ezen belül a lepényhalalakúak (Pleuronectiformes) rendjébe és a nyelvhalfélék (Soleidae) családjába tartozó faj.

## Előfordulása
A Synaptura lusitanica elterjedési területe az Atlanti-óceán keleti része, Afrika partjainál; Mauritániától Angoláig.

## Alfajai
- Synaptura lusitanica lusitanica de Brito Capello, 1868
- Synaptura lusitanica nigromaculata de Brito Capello, 1868

## Megjelenése
Ez a halfaj legfeljebb 40 centiméter hosszú.

## Életmódja
A Synaptura lusitanica egyaránt megél a sós- és brakkvízben is. Fenéklakó halfaj, amely a homokos és iszapos helyeket kedveli. 60 méteres mélységbe is lehatol.

## Felhasználása
Az ember, ipari mértékben halássza.